# Zbigniew Haśko

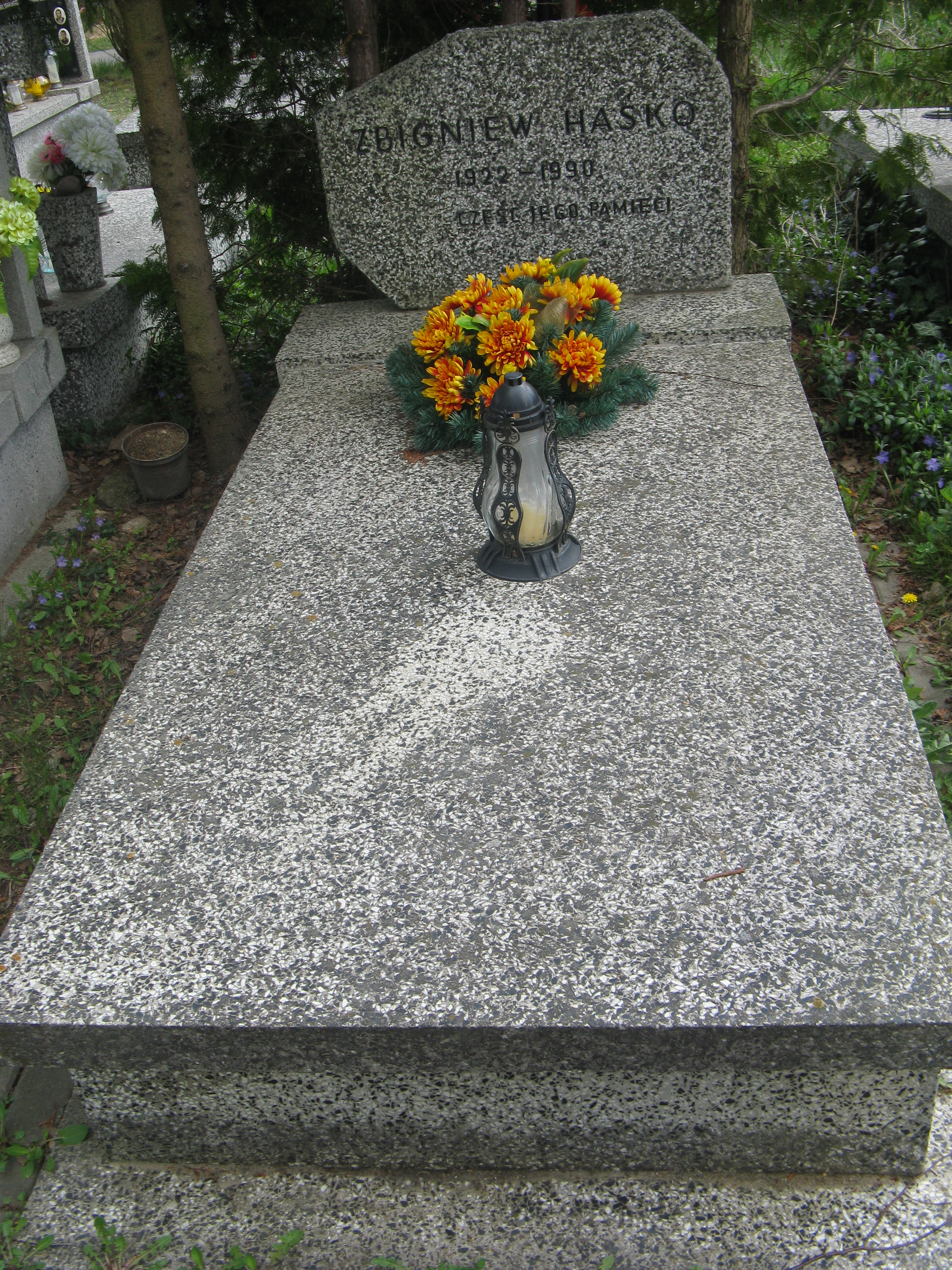
Grób Zbigniewa Haśko na cmentarzu Komunalnym Północnym w Warszawie

Zbigniew Haśko (ur. 1 stycznia 1922 w Rzeszowie, zm. 6 grudnia 1990 w Warszawie) – Przewodniczący Prezydium Miejskiej Rady Narodowej Gorzowa Wielkopolskiego w latach 1952–1954.
Urodził się 1 stycznia 1922 w Rzeszowie. Ukończył szkołę podstawową i 3-letnią elektryczną szkołę zawodową; od 1 lutego 1950 do 31 maja 1952 pracował w Elektrowni jako kierownik warsztatu elektrycznego. Jako tzw. „wysunięty robotnik” został 30 maja 1952 dokooptowany do Miejskiej Rady Narodowej i wybrany Przewodniczącym Prezydium Miejskiej Rady Narodowej; uchodził za niekompetentnego, zarozumiałego i aroganckiego, zdymisjonowany 8 czerwca 1954, jeszcze przed pierwszymi wyborami do Rad Narodowych, po Październiku 1956 poddany krytyce; opuścił Gorzów Wielkopolski, być może awansował do Prezydium Wojewódzkiej Rady Narodowej w Zielonej Górze; był aktywistą PZPR.